# Sant Blai de la Floresta
Sant Blai de la Floresta és una església de la Floresta (Garrigues) inclosa a l'Inventari del Patrimoni Arquitectònic de Catalunya.

## Descripció
És una església d'una sola nau coberta a dues aigües amb teula àrab. Fou construïda l'any 1760; és dedicada a St. Blai i està ubicada al mateix solar que el castell.
Té un transsepte al que s'hi ha adossat una altra nau a la zona dreta, creant així la capella de Crist crucificat, i per sobre del braç del creuer, la sagristia. Es tracta d'un edifici de petites dimensions i molt auster, de carreus irregulars, tret de les pedres que envolten la portada i el finestral. Està tota policromada; als peus de l'església hi ha el cor i, adossat a la zona esquerra, el campanar. Aquest és de base quadrada; al capdamunt de tot té un pis de finestres on hi ha les campanes i una senzilla coberta de teula àrab a quatre aigües. Fou construït entre 1815- 1820 i s'hi aprecia un tractament més acurat de la pedra.
Al portal no hi veiem cap mena de decoració, tan sols un relleu incís a la llinda on hi ha un escut i la data de 1760. a l'interior. A l'altar major hi ha imatges de St. Blai, la Immaculada i St. Josep.

## Història
L'església fou aixecada pel poble on antigament hi havien hagut les quadres del castell. La primitiva església estava dedicada a Sta. Maria dels Castellots; ja en origen era parròquia del poble. Castellots és el nom primitiu que després passà a dir-se la Floresta. L'església la trobem documentada ja el 1216. L'edifici actual està adossat al castell i és que de fet, l'església fou aixecada pel poble on antigament hi havien hagut les quadres. A la llinda d'entrada hi apareix la data 1760.